# شيخ عامر
شیخ عامر (بالإیرانیة: شیخ عامر) هي قرية تقع في بلدة جاه ورز جنوب المقاطعة لامرد و فی جنوب غرب إيران.